# Djupafors
Djupafors är ett industriområde och ett mindre bostadsområde inom tätorten Kallinge. Vid platsen Djupafors finns också naturminnet Djupaforsklyftan, där Ronnebyån löper genom en smal spricka i urberget. Bebyggelseområdet ansluter i dess sydvästra del till den norra delen av kommunens huvudort Ronneby. Bostadsbebyggelsen byggdes ut i huvudsak under 1950-talet medan den industriella verksamheten har rötter i 1800-talet.

## Pappersbrukets historia
Djupafors var ursprungligen namnet på ett vattenfall i Ronnebyån, invid vilket ett pappersbruk anlades på den västra åstranden år 1868 av Casper Wrede. Han var ägare till Djupafors gård och aktiv i flera år i styrelsen för Blekionge läns hushållningssällskap. Inspirationen till pappersbruket fick han efter att ha besökt Paris och världsutställningen där. Han intresserade sig speciellt för de exponerade pappersorterna och ville fördjupa sig mer inom just det här området. Friherre Casper Wredes son, ingenjören Henrik Wrede fick i uppdrag att leda arbetet vid anläggningen. Den 8 juli år 1868 bildades Djupafors Fabriks Aktiebolag och produktionen var igång. Till en början var tillverkningen rätt anspråkslös och utgjordes endast av slipad trämassa, som såldes till pappersbruk både inom och utanför Sveriges gränser. Verksamheten utökades gradvis genom inköp av vattenfallet i Värperyd år 1882 och där efter Brantafors år 1886. Verksamheten kom från 1915 att koncentrera hela tillverkningen till Djupafors. Anläggningen vid Djupafors var ansluten med ett industrispår till Mellersta Blekinge järnväg strax söder om Djupadals station, för transport av brukets råmaterial och produkter.
År 1972 hade produktionen gått från slipmassa till papp. Cirka tio år senare hade kapaciteten successivt ökat till 500 ton papp årligen. Det skedde en modernisering av pappfabriken mellan år 1914 och 1916. Det var strax därefter som familjen Wrede lämnade bolagets ledning i samband med Hemsjöbolagets aktieköp. Fabriken utvidgades ytterligare åren 1924 till 1925 då man köpte in nya slipverk och andra maskiner. Vid den här tiden sysselsatte man ungefär 125 arbetare.
År 1989 köptes pappersbruket i Djupafors upp av Cascades och bildade Cascades Djupafors AB. Anläggningen producerade en mängd olika kartonger, papp och pappersförpackningar och antalet anställda var omkring 130.
År 2014 beslutade Cascades, till följd av bristande lönsamhet och ökad konkurrens, att avveckla verksamheten i Djupafors, och sista juni samma år lades bruket ned. År 2017 köpte AB Ronneby Industrifastigheter del av bruksområdet för att skapa yta och lokaler för annan industriell verksamhet.

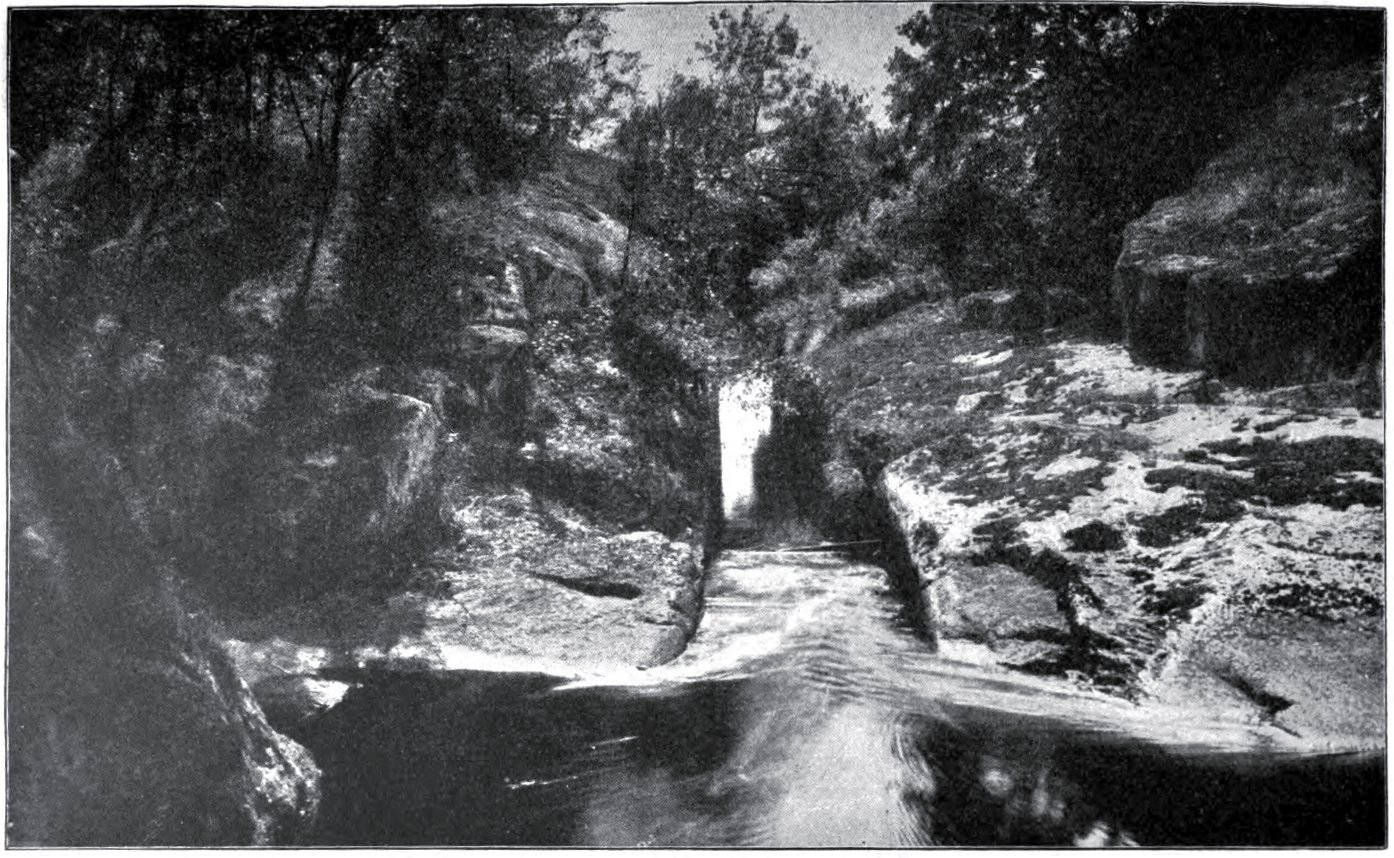
Djupafors, foto från 1906 av Signe Lundström avbildande Djupaforsklyftan. Illustration 9 i Nils Holgerssons underbara resa genom Sverige av Selma Lagerlöf.
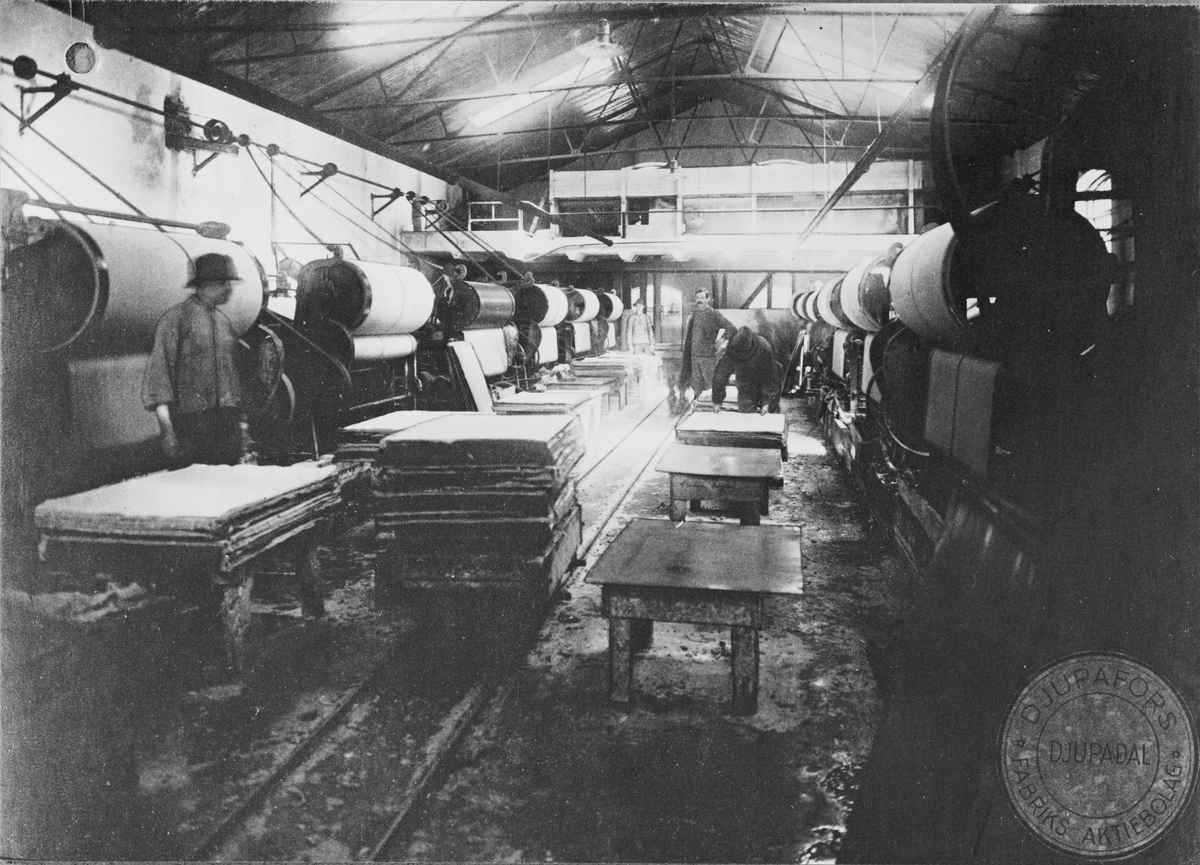
Fotografi av interiör i Djupafors träsliperi. Foto ur Tekniska museets samlingar av okänd fotograf.
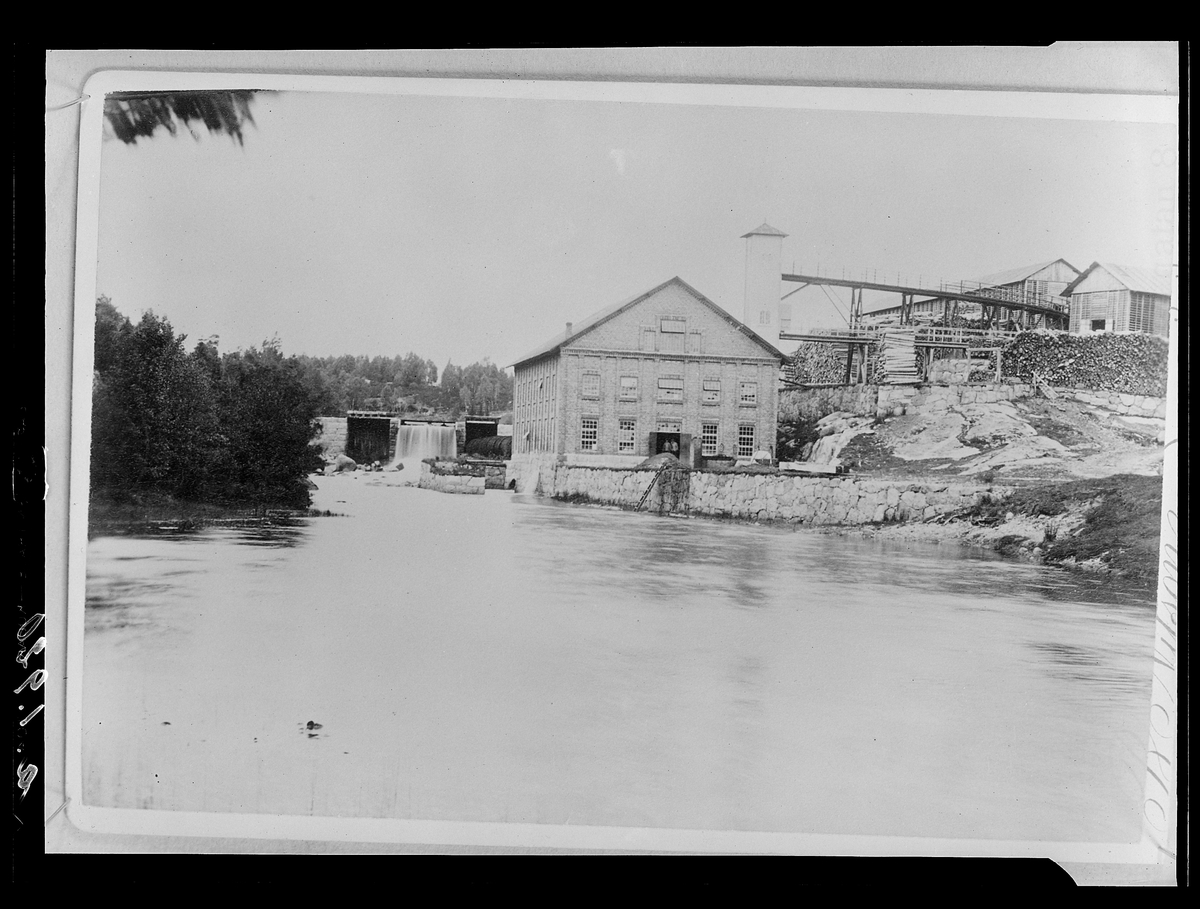
Perspektiv längs Ronnebyån från 1892 över Brantafors pappersbruk norr om Kallinge. Fotografi ur Tekniska museets arkiv.
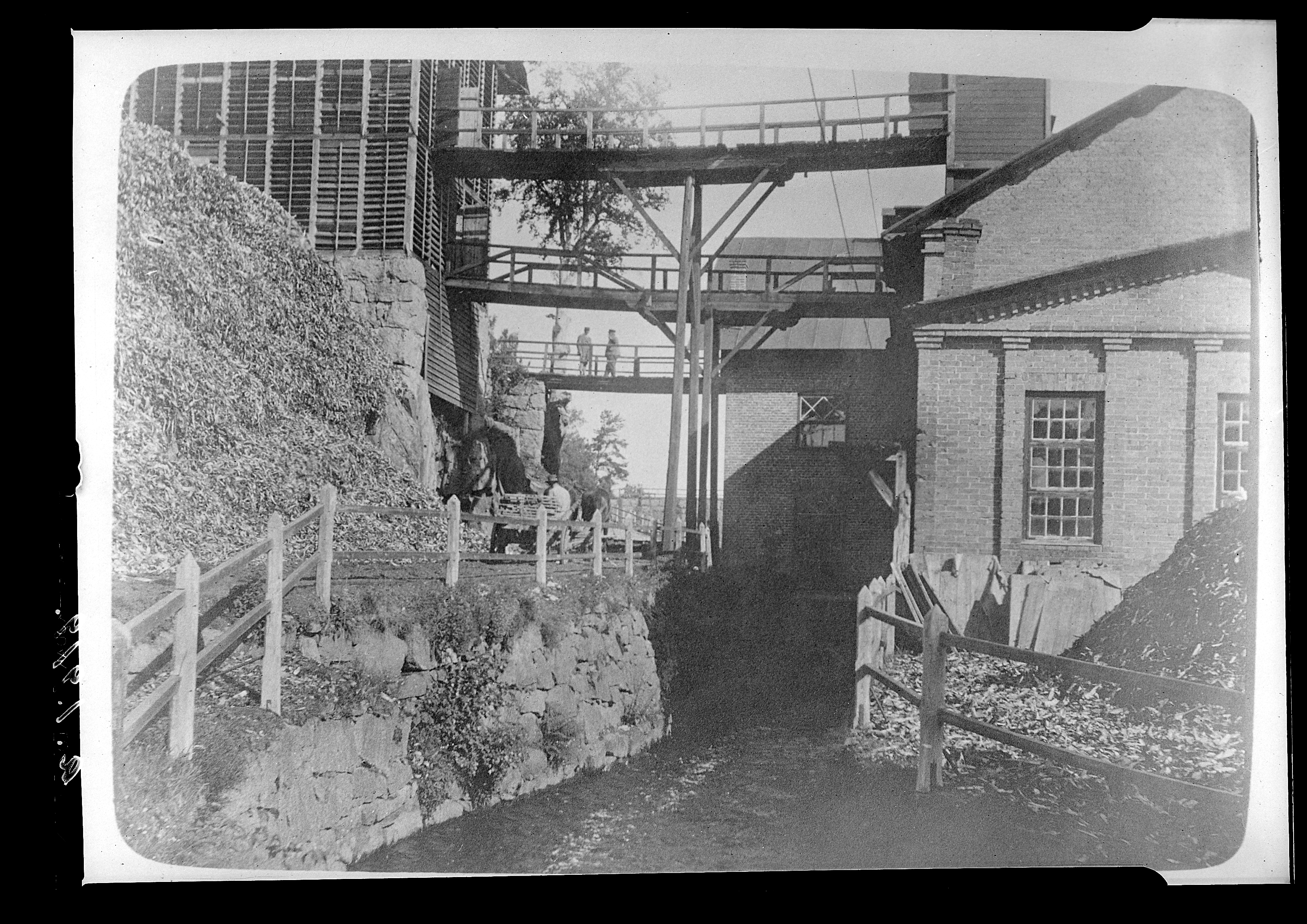
Fotografi av den före detta pappfabriken i Värperyd. Foto ur Tekniska museets samlingar.
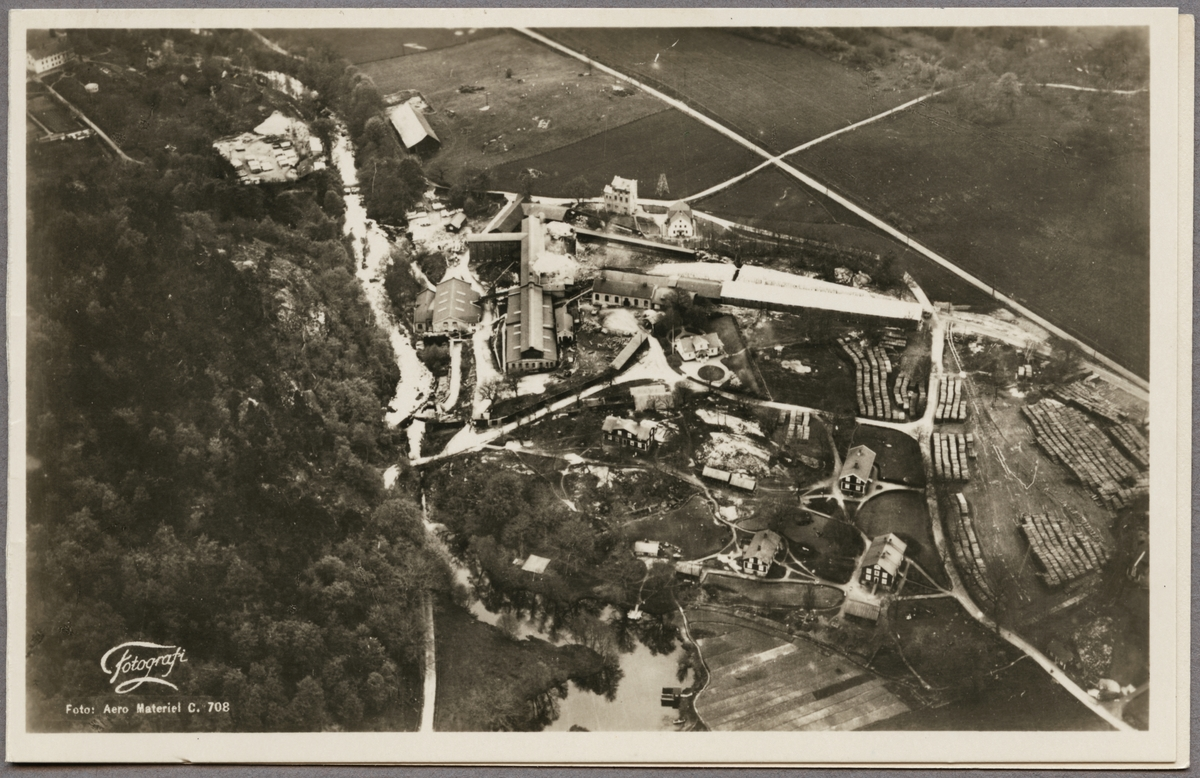
Flygfotografi från 1927 över Djupafors industriområde söder om Kallinge. Även Djupadals herrgård framgår i bildens övre vänstra hörn. Foto av okänd fotograf ur Järnvägsmuseets samlingar.
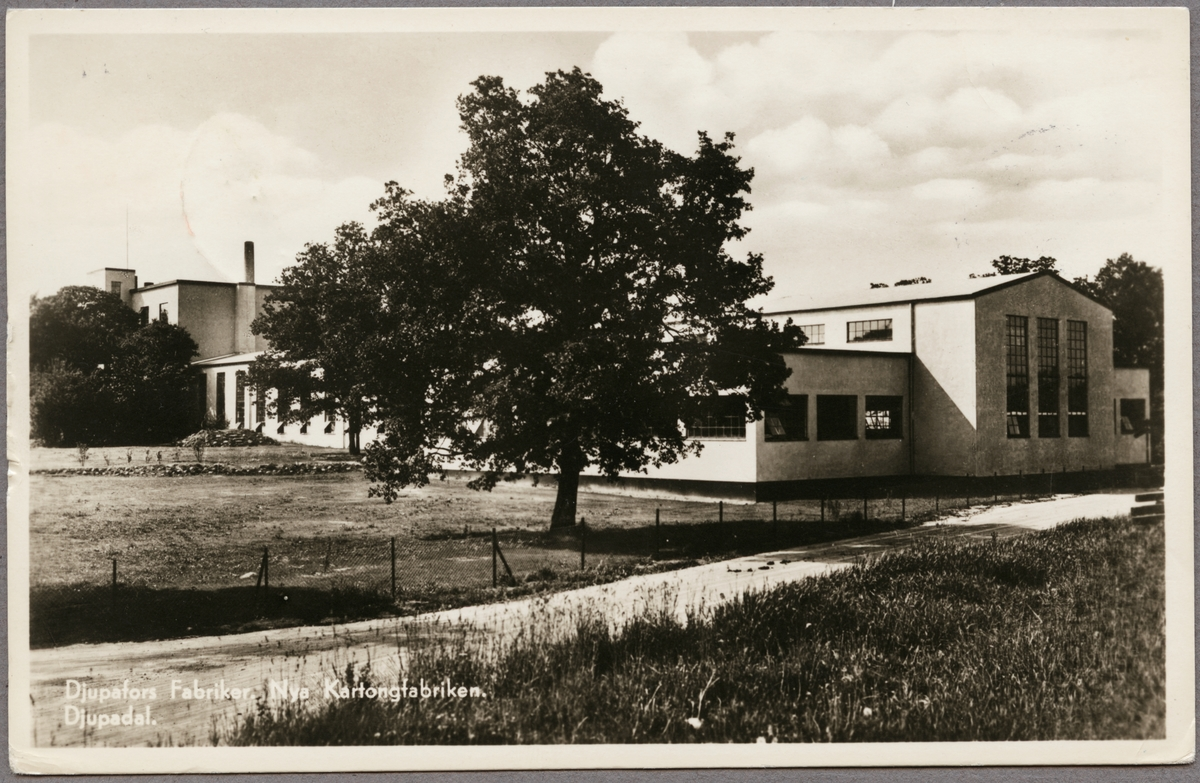
Fotografi från 1932 över Djupafors nya kartongfabrik söder om Kallinge. Fotograf okänd, fotografi ur Järnvägsmuseets samlingar.